# 神明神社 (三郷市)
神明神社（しんめいじんじゃ）は、埼玉県三郷市の神社。

## 歴史
創建年代は不明である。当地の番匠免村も、いつ開村されたのかは不明である。ただ室町時代の記録には残っているという。隣の迎摂院が別当寺であった。
1873年（明治6年）、近代社格制度に基づく「村社」に列せられ、1907年（明治40年）の神社合祀により、稲荷社が合祀された。この稲荷社は「篠田稲荷」とよばれており、1752年（宝暦2年）に和泉国和泉郡信太村信太森（現・大阪府和泉市葛の葉町）の信太森葛葉稲荷神社から分霊を勧請したものである。しかし、1924年（大正13年）に元の場所に復祀している。

## 交通アクセス
- 路線バス流通団地北停留所より徒歩16分。